# Rue de Gorges
Pour les articles homonymes, voir Gorges.
La rue de Gorges est une voie de Nantes.

## Situation et accès
Située dans le centre-ville de Nantes, cette rue piétonne longue d'une quarantaine de mètres, la rue possède une forme particulière : large d'environ 18 mètres en partant de la place du Commerce, elle est trois fois plus étroite (environ 7 mètres) à son débouché sur la place Royale.

## Historique
Au XVIIIe siècle, il y existait l’« Hôtel de la Poste », tenu par un nommé « Caton », et dans lequel descendit le 14 juin 1777, l'Empereur d'Autriche Joseph II, qui fut reçu à Nantes par le Comte d'Artois (futur roi Charles X).
Pendant un temps, son nom était « rue de Bayle » en 1744.
La configuration de la rue de Gorges fut significativement modifié en 1889, au point d'empiéter sur une partie du tracé de la rue du Port-au-Vin située à proximité.
C'est aujourd'hui une rue très commerçante du fait de sa localisation entre deux des plus importantes places nantaises.